# ケンリー・ジャンセン
- ケンリー・ヤンセン

ケンリー・ジェロニモ・ジャンセン（Kenley Geronimo Jansen, 1987年9月30日 - ）は、オランダ領アンティルのキュラソー島ウィレムスタット出身のプロ野球選手（投手）。右投両打。MLBのロサンゼルス・エンゼルス所属。
愛称はカリフォルニアをもじったケンリーフォルニア、Ma'montro（怪物の意）など。

## 経歴

### プロ入りとドジャース時代
2004年にアマチュア・フリーエージェントとしてロサンゼルス・ドジャースと捕手として契約。ユースチームでは、アンドレルトン・シモンズやディディ・グレゴリウスとチームメイトだった。
2006年までルーキーリーグでプレーした。
2007年途中からA級に昇格した。
2008年には打率.227ながら9本塁打を記録した。
2009年はシーズン開幕前の3月に開催された第2回ワールド・ベースボール・クラシック（WBC）のオランダ代表に選出された。一次ラウンド初戦のドミニカ共和国戦では1点リードの9回裏に2008年のナ・リーグ盗塁王のウィリー・タベラスの三盗を刺し、座ったままの状態で二塁に鋭く送球するなど、強肩ぶりを発揮してオランダの躍進に貢献した。シーズンでは、秋から強肩を生かすため投手に転向している。
2010年開幕はA+級インランド・エンパイア・シックスティシクサーズで迎えたが、シーズン途中からAA級チャタヌーガ・ルックアウツに昇格した。
2010年7月24日のニューヨーク・メッツ戦でメジャーデビューを果たした。
2011年は中継ぎとしてドジャースのブルペンを支えた。
2012年シーズンはハビー・ゲラに代わる抑えに定着した。一方で、不整脈の持病を抱えており、シーズン終了後に手術を受けた。
2013年は第3回WBCのオランダ代表の要請を受けたが、当初は前年の不整脈の手術をしたことを考慮し辞退していた。しかし、オランダ代表がベスト4となりサンフランシスコの決勝ラウンドに進出し、2次ラウンドで負傷離脱したジョナタン・イセニアに代わり決勝ラウンドから追加招集された。登板機会はなく、オランダは準決勝でドミニカ共和国に敗れた。レギュラーシーズンでは75試合に登板。4勝3敗28セーブ、防御率1.88だった。
2014年2月11日に430万ドルの1年契約に合意した。シーズンでは、自己最多の44セーブを記録した。
2015年もクローザーとして起用され、54試合に登板。2勝1敗36セーブ、防御率2.41だった。
2016年1月15日に1065万ドルの1年契約に合意。前半戦で40試合に登板し、3勝2敗27セーブ、防御率1.16と好投。7月にはオールスターゲームに初選出された。この年は71試合の登板で、3勝2敗47セーブ、防御率1.83だった。ポストシーズンではディビジョンシリーズ第4戦で4失点した以外は抑え込んだ。オフに最優秀救援投手賞を初受賞。11月3日にFAとなり、球団は1年総額1720万ドルのQOを提示したが、11月14日に拒否した。
2017年1月10日に5年総額8000万ドルで契約を延長した。オプションとして2019年シーズン終了後に契約を破棄できるオプトアウトが含まれており、救援投手ではアロルディス・チャップマンに次ぐ大型契約となった。翌11日に契約延長記者会見が行われ、第4回WBCのオランダ代表へは不参加の意思を表明した。しかし、代表が決勝トーナメントに進出すると撤回し、代表に合流した。レギュラーシーズンでは6月11日のシンシナティ・レッズ戦で通算200セーブに到達。開幕から6月25日まで驚異の無四球三振記録51でMLB新記録を樹立するなどした。65試合の登板で5勝0敗41セーブ、防御率1.32と圧倒的な投球を見せ、自身初タイトルとなる最多セーブを受賞した。ポストシーズンではNLCSまで無失点の完璧なリリーフを見せていた。ワールドシリーズでは3試合連続で1失点して敗戦投手になることもあった。2年連続で最優秀救援投手賞を獲得した。
2018年は前年の疲労の蓄積が考慮され、スプリングトレーニングではスロー調整を許されていた。オープン戦もわずか5試合の登板でシーズン開幕に臨んだが、3月・4月は防御率5.59と不調で始まった。それでも5月に防御率0.60と復調を見せると、その後も安定して3年連続オールスター選出された。しかし、8月9日のコロラド・ロッキーズ戦後に宿泊ホテルで不整脈を訴え、そのまま病院に搬送され故障者リスト入りした。8月20日のセントルイス・カージナルス戦で復帰するもしばらくは精彩を欠き、その原因を本人は治療薬にあるとして服用を中止した。9月は調子を取り戻し、最終的に69試合の登板で1勝5敗38セーブ、防御率3.01だった。ポストシーズンでは今季もNLCSまで無失点の完璧なリリーフを見せていたが、ワールドシリーズでは2試合連続でセーブ失敗することもあった。オフには2度目の心臓手術を受けた。
2019年は62試合に登板して5勝3敗33セーブ、防御率3.71だった。特に後半戦は不調に陥るなど不安定な内容だったがセーブは積み重ね、9月25日のサンディエゴ・パドレス戦でMLB史上30人目、球団史上初の通算300セーブに到達した。10月31日にオプトアウトを行使せず、残留することが発表された。
2021年は69試合に登板して4勝4敗38セーブ、防御率2.22だった。オフの11月3日にFAとなった。11月23日にオールMLBセカンドチームの中継ぎ投手の1人に選出された。

### ブレーブス時代
2022年3月18日にアトランタ・ブレーブスと1600万ドルの1年契約を結んだ。この年は65試合に登板してリーグ最多の41セーブを記録し、ブレーブスの地区5連覇に貢献した。オフの11月6日にFAとなった。

### レッドソックス時代
2022年12月13日にボストン・レッドソックスと2年総額3200万ドルの契約を結んだ。
2023年5月10日のブレーブス戦で通算400セーブを達成した。7月2日にMLB選出で通算4度目となるオールスターゲームに選出された。
2024年は54試合に登板して4勝2敗27セーブ、防御率3.29を記録した。オフの10月31日にFAとなった。

### エンゼルス時代
2025年2月15日にロサンゼルス・エンゼルスと1000万ドルの1年契約を結んだ。

## 選手としての特徴
| 球種         | 配分 | 平均球速 | 平均球速 | 最高球速 | 最高球速 |
| 球種         | %    | mph      | km/h     | mph      | km/h     |
| ------------ | ---- | -------- | -------- | -------- | -------- |
| カットボール | 58   | 92.5     | 148.9    | 96.6     | 155.5    |
| シンカー     | 26.6 | 93.9     | 151.1    | 97       | 156.1    |
| スライダー   | 15.4 | 82       | 132      | 86.1     | 138.6    |

最速100mph（約160.9km/h）、平均92-94mph（約148-151km/h）のカットボールが投球の約6割を占め、このカッターを武器に三振を奪う投球スタイル。その他に平均94mph（約151km/h）程度のシンカー、平均82mph（約132km/h）程度のスライダーを使用する。

グラウンドボールの割合が3割程度と少なく、フライボールピッチャーである。
元々は強肩で知れられた捕手だったが、球団側からの進言で2009年に投手に転向。翌年にはメジャー初昇格を果たし、2012年から本格的にクローザーを任され、最優秀救援投手賞を受賞するなど球界を代表するクローザーとして活躍している。また、登板数やセーブ数、奪三振率などでドジャースの球団記録を持っている。
長らく心臓の異常を経験している。2011年には不整脈と、抗凝固薬の投薬により1カ月故障者リスト入り、2012年にはクアーズ・フィールド出場の際に不整脈と息切れを起こし、オフに手術を受けた。2018年8月に宿泊ホテルで不整脈を訴え、そのまま病院に搬送され故障者リスト入りし、オフには2度目の心臓手術を受けた。

## 詳細情報

### 年度別投手成績
| 年 度     | 球 団     | 登 板 | 先 発 | 完 投 | 完 封 | 無 四 球 | 勝 利 | 敗 戦 | セ 丨 ブ | ホ 丨 ル ド | 勝 率 | 打 者 | 投 球 回 | 被 安 打 | 被 本 塁 打 | 与 四 球 | 敬 遠 | 与 死 球 | 奪 三 振 | 暴 投 | ボ 丨 ク | 失 点 | 自 責 点 | 防 御 率 | W H I P |
| --------- | --------- | ----- | ----- | ----- | ----- | -------- | ----- | ----- | -------- | ----------- | ----- | ----- | -------- | -------- | ----------- | -------- | ----- | -------- | -------- | ----- | -------- | ----- | -------- | -------- | ------- |
| 2010      | LAD       | 25    | 0     | 0     | 0     | 0        | 1     | 0     | 4        | 4           | 1.000 | 109   | 27.0     | 12       | 0           | 15       | 1     | 1        | 41       | 1     | 0        | 2     | 2        | 0.67     | 1.00    |
| 2011      | LAD       | 51    | 0     | 0     | 0     | 0        | 2     | 1     | 5        | 9           | .667  | 218   | 53.2     | 30       | 3           | 26       | 0     | 2        | 96       | 0     | 2        | 17    | 17       | 2.85     | 1.04    |
| 2012      | LAD       | 65    | 0     | 0     | 0     | 0        | 5     | 3     | 25       | 8           | .625  | 252   | 65.0     | 33       | 6           | 22       | 1     | 3        | 99       | 3     | 0        | 18    | 17       | 2.35     | 0.85    |
| 2013      | LAD       | 75    | 0     | 0     | 0     | 0        | 4     | 3     | 28       | 16          | .571  | 292   | 76.2     | 48       | 6           | 18       | 1     | 3        | 111      | 2     | 0        | 16    | 16       | 1.88     | 0.86    |
| 2014      | LAD       | 68    | 0     | 0     | 0     | 0        | 2     | 3     | 44       | 0           | .400  | 268   | 65.1     | 55       | 5           | 19       | 2     | 0        | 101      | 2     | 0        | 20    | 20       | 2.76     | 1.13    |
| 2015      | LAD       | 54    | 0     | 0     | 0     | 0        | 2     | 1     | 36       | 1           | .667  | 200   | 52.1     | 33       | 6           | 8        | 0     | 2        | 80       | 0     | 0        | 14    | 14       | 2.41     | 0.78    |
| 2016      | LAD       | 71    | 0     | 0     | 0     | 0        | 3     | 2     | 47       | 0           | .600  | 251   | 68.2     | 35       | 4           | 11       | 2     | 2        | 104      | 1     | 0        | 14    | 14       | 1.83     | 0.67    |
| 2017      | LAD       | 65    | 0     | 0     | 0     | 0        | 5     | 0     | 41       | 1           | 1.000 | 258   | 68.1     | 44       | 5           | 7        | 0     | 2        | 109      | 2     | 1        | 11    | 10       | 1.32     | 0.75    |
| 2018      | LAD       | 69    | 0     | 0     | 0     | 0        | 1     | 5     | 38       | 0           | .167  | 289   | 71.2     | 54       | 13          | 17       | 1     | 2        | 82       | 0     | 2        | 28    | 24       | 3.01     | 0.99    |
| 2019      | LAD       | 62    | 0     | 0     | 0     | 0        | 5     | 3     | 33       | 0           | .625  | 263   | 63.0     | 51       | 9           | 16       | 0     | 4        | 80       | 2     | 3        | 28    | 26       | 3.71     | 1.06    |
| 2020      | LAD       | 27    | 0     | 0     | 0     | 0        | 3     | 1     | 11       | 0           | .750  | 102   | 24.1     | 19       | 2           | 9        | 0     | 3        | 33       | 0     | 0        | 11    | 9        | 3.33     | 1.15    |
| 2021      | LAD       | 69    | 0     | 0     | 0     | 0        | 4     | 4     | 38       | 0           | .500  | 278   | 69.0     | 36       | 4           | 36       | 4     | 2        | 86       | 4     | 2        | 21    | 17       | 2.22     | 1.04    |
| 2022      | ATL       | 65    | 0     | 0     | 0     | 0        | 5     | 2     | 41       | 0           | .714  | 260   | 64.0     | 45       | 8           | 22       | 3     | 2        | 85       | 1     | 1        | 25    | 24       | 3.38     | 1.05    |
| 2023      | BOS       | 51    | 0     | 0     | 0     | 0        | 3     | 6     | 29       | 0           | .333  | 188   | 44.2     | 40       | 5           | 17       | 1     | 2        | 52       | 1     | 2        | 21    | 18       | 3.63     | 1.28    |
| 2024      | BOS       | 54    | 0     | 0     | 0     | 0        | 4     | 2     | 27       | 0           | .667  | 218   | 54.2     | 38       | 4           | 20       | 2     | 1        | 62       | 2     | 2        | 20    | 20       | 3.29     | 1.06    |
| MLB：15年 | MLB：15年 | 871   | 0     | 0     | 0     | 0        | 49    | 36    | 447      | 39          | .576  | 3446  | 868.1    | 573      | 80          | 263      | 18    | 31       | 1221     | 21    | 15       | 266   | 248      | 2.57     | 0.96    |

- 2024年度シーズン終了時
- 各年度の太字はリーグ最高

### 年度別守備成績
| 年 度 | 球 団 | 投手（P） | 投手（P） | 投手（P） | 投手（P） | 投手（P） | 投手（P） |
| 年 度 | 球 団 | 試 合     | 刺 殺     | 補 殺     | 失 策     | 併 殺     | 守 備 率  |
| ----- | ----- | --------- | --------- | --------- | --------- | --------- | --------- |
| 2010  | LAD   | 25        | 1         | 1         | 0         | 0         | 1.000     |
| 2011  | LAD   | 51        | 2         | 3         | 0         | 1         | 1.000     |
| 2012  | LAD   | 65        | 1         | 5         | 1         | 0         | .857      |
| 2013  | LAD   | 75        | 3         | 1         | 0         | 0         | 1.000     |
| 2014  | LAD   | 68        | 6         | 2         | 1         | 1         | .889      |
| 2015  | LAD   | 54        | 0         | 2         | 1         | 0         | .667      |
| 2016  | LAD   | 71        | 3         | 1         | 1         | 0         | .800      |
| 2017  | LAD   | 65        | 4         | 1         | 0         | 0         | 1.000     |
| 2018  | LAD   | 69        | 1         | 4         | 0         | 1         | 1.000     |
| 2019  | LAD   | 62        | 7         | 2         | 1         | 0         | .900      |
| 2020  | LAD   | 27        | 1         | 0         | 0         | 0         | 1.000     |
| 2021  | LAD   | 69        | 4         | 2         | 0         | 0         | 1.000     |
| 2022  | ATL   | 65        | 1         | 3         | 0         | 0         | 1.000     |
| 2023  | BOS   | 51        | 1         | 3         | 0         | 0         | 1.000     |
| 2024  | BOS   | 54        | 1         | 1         | 0         | 0         | 1.000     |
| MLB   | MLB   | 871       | 36        | 31        | 5         | 3         | .931      |

- 2024年度シーズン終了時

### タイトル
- 最多セーブ投手：2回（2017年、2022年）

### 表彰
- 最優秀救援投手賞[37]
  - トレバー・ホフマンNL最優秀救援投手賞：2回（2016年、2017年）※ナショナルリーグ最優秀救援投手賞
- オールMLBチーム[38]
  - セカンドチーム中継ぎ投手：1回（2021年）

### 記録
- MLBオールスターゲーム選出：4回（2016年 - 2018年、2023年）
- 通算350セーブ ※ロサンゼルス・ドジャース球団[39]

### 背番号
- 74（2010年 - ）

### 代表歴
- 2009 ワールド・ベースボール・クラシック・オランダ代表
- 2013 ワールド・ベースボール・クラシック・オランダ代表
- 2017 ワールド・ベースボール・クラシック・オランダ代表